# معركة بروفاري
معركة بروفاري هي معركة عسكرية بدأت في 9 مارس 2022 كجزء من هجوم كييف خلال الغزو الروسي لأوكرانيا. دارت المعركة بالقرب من مدينة بروفاري التي تقع شرق العاصمة الأوكرانية كييف.

## المعركة

### مايو
في مساء يوم 9 مارس، هاجمت القوات الأوكرانية رتل من المدرعات الروسية كان يقترب من بروفاري. تراجعت القوات الروسية. وزعمت السلطات الأوكرانية مقتل القائد الروسي أندريه زاخاروف في الاشتباك.
ورغم انسحاب فرقة دبابات الحرس التسعين، اندلع قتال عنيف في القرى الواقعة شرقي موقع الكمين، حيث استمر القتال لعدة أيام بين القوات الروسية والأوكرانية.
في 12 مارس، أفادت الأنباء أن القوات الروسية عطلت المركز الرئيسي للاتصالات والاستخبارات للجيش الأوكراني الذي كان يقع في بروفاري.
في 29 مارس، بدأت روسيا بقصف منطقة بروفاري. واشتعلت النيران في مستودع وأصيبت القرى المجاورة بأضرار جسيمة.
في 30 مارس، ذكر سابوزكو أن القوات الأوكرانية صدت الروس واستعادت قرى بلوسكي وسفيتيلني وهريبيلكي، مع استمرار الاشتباكات في نوفا باسان.

### أبريل
في 1 أبريل، أدعت أوكرانيا استعادة عدة قرى في المنطقة. وزعم سابوجكو أن القوات الروسية «كادت أن تغادر» منطقة بروفاري بأكملها. مع انخراط القوات الأوكرانية في عمليات «تطهير».
في 2 أبريل 2022، أعلنت وزارة الدفاع الأوكرانية أن منطقة كييف بأكملها، حيث تقع بروفاري، خالية من الغزاة بعد أن غادرت القوات الروسية المنطقة.